# Cercle des nageurs de Lyon
Le Cercle des nageurs de Lyon est un club de natation, de water-polo et de basket-ball basé à Lyon. Ses couleurs sont le bleu et le rouge.

## Histoire
L'équipe de water-polo est vice-championne de France en 1909 et 1913. Elle se qualifie pour le 2e tour du Championnat de France en 1931. André Busch a notamment évolué au CN Lyon.
Renée Mazière, championne de France de natation sur 100 mètres nage libre  en 1937, est passée par le CN Lyon.
Le club a également eu une équipe de basket-ball, qui a disputé le Championnat de France en 1931-1932 notamment, perdant en finale contre le CAUFA Reims ; le joueur international Marcel Exquis a joué au CN Lyon lors de ses trois sélections en 1932 et 1933.
Le club fusionne avec le Club nautique perrachois, le Sporting Club de Lyon (Lyon-Plage) et l'ASUL pour former le Lyon Natation Sporting Perrache, renommé deux ans plus tard Lyon Natation.

## Palmarès
- Vice-champion de France de water-polo en 1909 et 1913
- Vice-champion de France de basket-ball en 1932